# Pseudacris brachyphona
Pseudacris brachyphona és una espècie de granota endèmica dels Estats Units.
Està amenaçada d'extinció per la pèrdua del seu hàbitat natural.